# Egeno I. von Konradsburg
Egeno I. von Konradsburg (auch Conradsburg) war einer der Edelfreien von Konradsburg, im Nordosten des Harzes, nahe Ermsleben.
1070 trat Egeno I. mit der Behauptung an die Öffentlichkeit, Mitwisser einer Verschwörung des sächsischen Grafen und Bayernherzogs Otto von Northeim gegen König Heinrich IV. zu sein und von diesem sogar den Auftrag erhalten zu haben, den König zu ermorden. Ziel des Komplotts war offensichtlich die vollständige Entmachtung des Bayernherzogs sowie seine Enteignung; der Zugriff auf sächsische und thüringische Gebiete wäre Heinrich IV. damit leichtgefallen. Da Otto sich dem angeordneten Gottesurteil, einem Zweikampf mit dem gesellschaftlich weit tiefer stehenden und obendrein übel beleumundeten Egeno, nicht stellte, wurde die Reichsacht über ihn verhängt. Otto verbündete sich darauf mit Magnus Billung und griff zu den Waffen, musste sich jedoch bereits 1071 geschlagen geben und kam vorübergehend in Haft.
Als Anstifter und Urheber des Komplotts wurden Graf Giso II. aus dem Haus der Gisonen und Graf Adalbert von Schauenburg bezeichnet. Sie sollten, wohl mit Wissen von Heinrich IV., den Plan geschmiedet, die Anklage formuliert und durch den gekauften Egeno an die Öffentlichkeit getragen haben. Giso und Adalbert wurden 1073 von Ottos Gefolgsleuten auf der Gisonen-Burg Hollende erschlagen.
Egeno soll 1073 als Strafe für einen Straßenraub geblendet worden und danach als Bettler durch die Lande gezogen sein.

## Vermutliche Stammliste
- Egino (Agino) von Kakelingen, tritt 944 vermutlich als Vorfahr der Herren von Konradsburg auf 
  - Burkhard I. von Kakelingen 
    - Egeno I. von Konradsburg (vor 1021–1089?), der Ältere, Vetter des Alvericus de Kakelinge aus dem Hause der Grafen von Plötzkau; 1021 sind Tauschgeschäfte bezeugt 
      - Burchard II. von Konradsburg (1054–1109), der Ältere 
        - Egeno II. von Konradsburg (vor 1076–1131?), der Jüngere 
          - Burchard von Konradsburg, der Jüngere

| Personendaten    | Personendaten              |
| ---------------- | -------------------------- |
| NAME             | Egeno I. von Konradsburg   |
| ALTERNATIVNAMEN  | Egeno I. von Conradsburg   |
| KURZBESCHREIBUNG | Edelfreier von Konradsburg |
| GEBURTSDATUM     | vor 1021                   |
| STERBEDATUM      | nach 1089                  |